# Perilampsis rubella
Perilampsis rubella är en tvåvingeart som beskrevs av De Meyer 2009. Perilampsis rubella ingår i släktet Perilampsis och familjen borrflugor.
Artens utbredningsområde är Kenya. Inga underarter finns listade i Catalogue of Life.